# Microvenator
Microvenator celer
Genre
Espèce
Microvenator est un genre éteint de petits dinosaures à plumes de la famille des Caenagnathidae. Il a vécu au Montana et au Wyoming (États-Unis), au cours du Crétacé inférieur. Le genre est encore mal connu car ses restes fossiles sont peu nombreux, assez fragmentaires et appartiennent à un juvénile.
Il est représenté par une unique espèce, Microvenator celer, décrite par Ostrom en 1970.

## Étymologie
Son nom de genre est composé de l'affixe d'origine grecque (μικρός)  « micro »  signifiant « petit »  et du mot latin « venator », « chasseur ». Le nom d'espèce vient du latin « celer », « rapide ». Le nom binomial de l'animal se traduit donc par « petit chasseur rapide ».

## Datation
Ses restes fossiles ont été découverts dans les calcaires fins et les argiles lacustres de la formation géologique de Cloverly dans le Montana et le Wyoming. Cette formation est datée de l'Aptien et de  Albien (Crétacé inférieur), il y a entre 121,4 ± 0,6 et 100,5 ± 0,1 Ma (millions d'années).

## Description

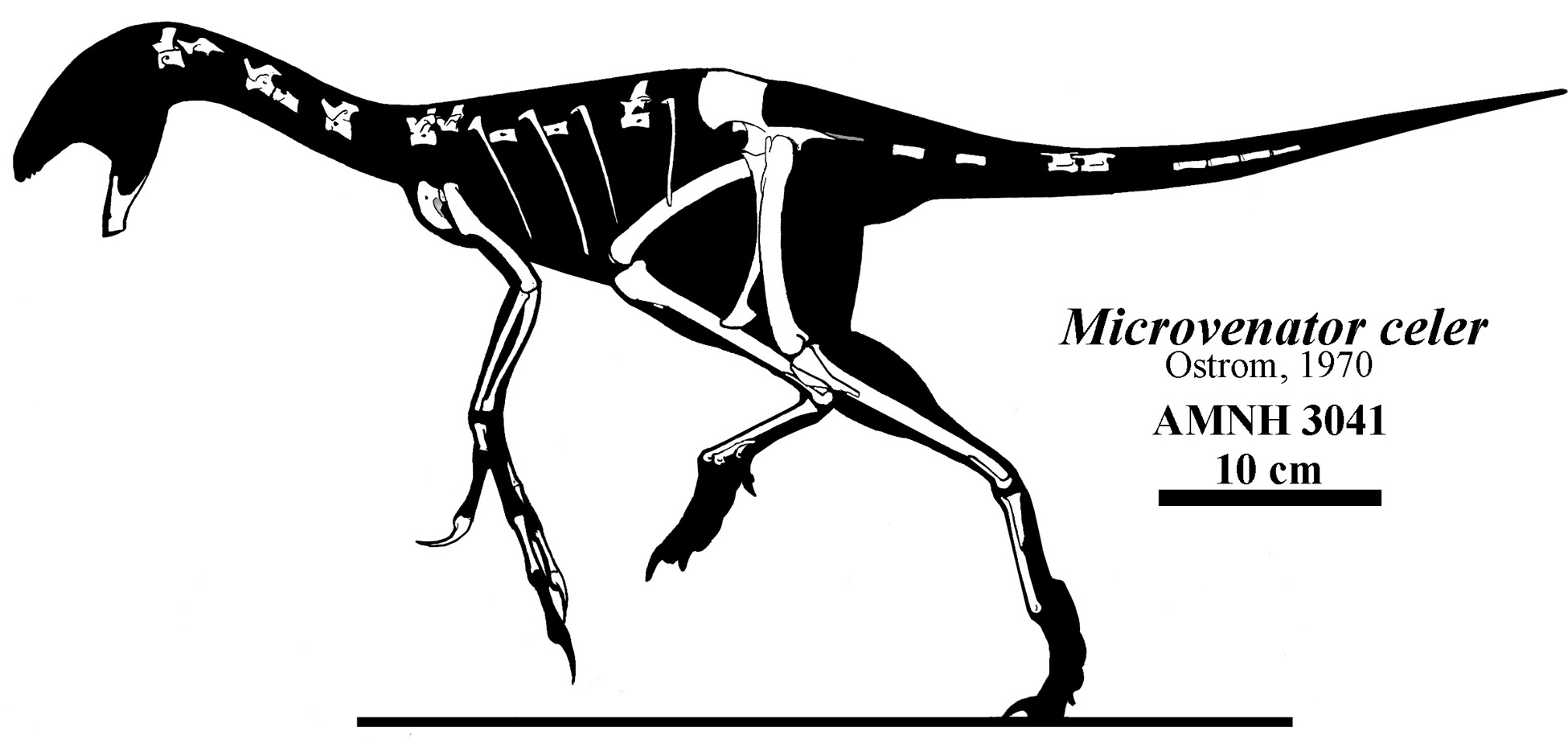
Silhouette de Microvenator avec, en blanc, les os découverts.

L'holotype MNH 3041 est un squelette incomplet comprenant principalement une partie de la mandibule, des vertèbres, la main gauche et une grande partie des membres postérieurs. Il appartient probablement à un juvénile. Sa longueur serait d'environ 1,20 mètre. Les inventeurs du genre estiment que sa taille adulte aurait pu atteindre près de 3 mètres.  

## Classification
Microvenator celer est le plus ancien et le plus primitif des caenagnathidés d'Amérique du nord. Il occupe la position la plus basale au sein de cette famille dans le cladogramme publié par G. Funston et P. J. Currie en 2016,.